# Фраг
Фраг (англ. frag) — одна з найпоширеніших назв очка, яке гравець отримує за вбивство (англ. fragging) іншого гравця в багатокористувацькому режимі відеогри. Також може означати власне вбитого гравця. Тоді кількість фрагів означатиме кількість вбитих супротивників у грі. Термін був вперше використаний і популяризований компанією id Software у грі Doom.

## Походження
Термін походить від англійського дієслова «to frag», що означає «вражати осколками». Стара американська традиція — кинути гранату в нелюбимого офіцера; про постраждалих від такого самосуду кажуть «was fragged» (потрапив під осколки). Згідно з сюжетом гри Doom, головний герой — космодесантник, що бореться з натовпом монстрів. В мережевому ж режимі ворогами були такі самі десантники, тому очки, що нараховуються за вбивство супротивників, було вирішено назвати фрагами.